# のらぼう菜

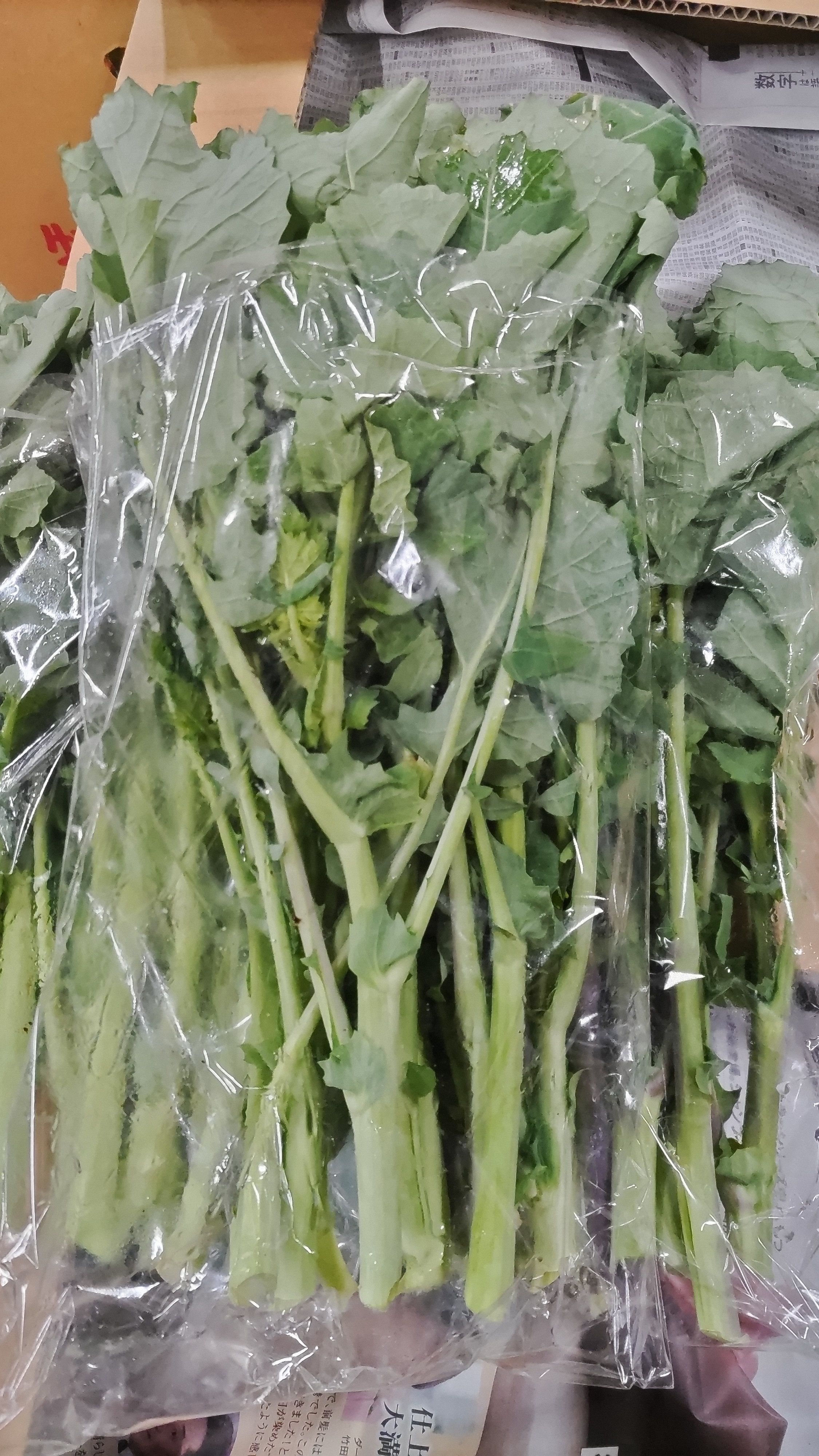
のらぼう菜（千葉県の農家が栽培したもの）

のらぼう菜（のらぼうな、野良坊菜）は、あきる野市、青梅市など東京都西多摩地方、埼玉県飯能市、比企郡小川町付近、などで多く栽培されるアブラナ科アブラナ属の野菜（ナバナ）で、江戸東京野菜の一つである。江戸時代初期に、各地で栽培されていたと伝えられる。耐寒性に優れ、天明の大飢饉と天保の大飢饉の際に人々を飢餓から救ったという記録が残る。かき菜などの「なばな」と同系統だが、在来種のアブラナ（和種 なばな）ではなくセイヨウアブラナ（洋種 なばな）に属する。

## 歴史
のらぼう菜がいつ頃から栽培され始めたのか、来歴は不明である。闍婆（じゃば、現在のジャワ島）を経由してオランダの交易船が持ち込んだセイヨウアブラナ（洋種なばな）の1種で、「闍婆菜」（じゃばな）という品種を原種とする説がある。この闍婆菜は各地で栽培が広まり、すでに江戸時代初期は、西多摩地方でも栽培されていた。
のらぼう菜を含むなばな類は、油を採る目的の他に食用として葉や蕾が用いられ、栽培地の気候や風土により様々な特質が見られる。西多摩地方は「のらぼう」または「のらぼう菜」と呼んでいた。「のらぼう」は「野良坊」の漢字表記がしばしば見られるが、この名で呼ばれるようになった経緯は定かではない。
耐寒性に優れ、花茎を折ってもまた次の脇芽を何度も出す旺盛な生命力を持った品種である。江戸時代後期の1767年（明和4年）9月に、関東郡代伊奈忠宥が地元の名主小中野四郎右衛門と網代五兵衛に命じて、のらぼう菜の種子を江戸近郊の12の村々に配布した記録が残る。のらぼう菜の普及によって天明の大飢饉と天保の大飢饉の際に、人々を飢餓から救ったと伝わる。あきる野市の子生神社（こやすじんじゃ）に、この事績を記念して「野良坊菜之碑」が1977年（昭和52年）に建立されている。
収穫後はしおれ易くて長距離輸送や大量出荷に不向きで、生産地付近でのみ消費される地方野菜として受け継がれてきた。近年は苦みやくせがない味わいが注目され、産地のあきる野市は東京都農業試験場・西多摩農業改良普及センター・JAあきがわと協力して、品種改良を進めている。

## 品種の特徴
セイヨウアブラナ (Brassica napus) の系統に属し、耐寒性に優れた品種である。ゲノム構成は、B. rapa（ゲノム構成: AA, 2n = 20）とB. oleracea（ゲノム構成: CC, 2n = 18）のゲノムを2セットずつ持つ複二倍体（ゲノム構成: AACC, 2n = 4x =38）である。「倍数性」「アブラナ属」に詳述がある。外見は在来種のアブラナ (B. rapa) に属する北関東のかき菜や新潟県の冬菜によく似ているが、葉のふちがギザギザになることや茎などが赤紫色を帯びることが特徴である。栽培分布は、東京都西多摩地方のあきる野市や青梅市などの山麓地帯と埼玉県飯能市付近が中心である。
アブラナ科の植物としては例外的に、近縁他種や他品種と交雑しにくいという独自の性質を持つ。通常、アブラナ科の植物は自家不和合性の性質が強いために、種苗会社などはこの性質を利用して交配種を作っているが、のらぼう菜は自家受粉し易く、種子親として生育することは難がある。風味の良さに着目した種苗会社が、昭和40年代からF1野菜の交配親として交配種の作成を試行しているが、どの会社も成功していない。
本来の旬は、前年8月下旬頃から9月上旬までの間に播種して苗を畑に植え付け、越冬させた後の3月下旬から1か月足らずの短い期間である。近年は2月初旬から出荷可能な早生種も出回っているが、3月下旬からの晩生種が、古来続くのらぼう菜の系統である。あきる野市と五日市の生産者団体「五日市のらぼう部会」は、早生種の普及に伴う出荷競争で品質が低下することを防止するため、東京都農林総合研究センターで3年間の早生種の試験栽培を依頼した。五日市のらぼう部会は、試験栽培した早生種から食味などの優れた2種を選定した。この2種は万一の交雑を防ぐためにあきる野市の山間部で種の慎重に採種し、五日市のらぼう部会の会員のみが種子を入手可能である。晩生向けの種子は、JAあきがわの直売所も扱い、普及と部会員農家の競争力維持の両立を図っている。

## 栽培
比較的栽培は容易で種とりもしやすく、家庭菜園にも向いている。秋（9月上旬ごろ）に播種し、畑で冬越しして3月ごろから収穫する。畑に直まきしてもつくれるが、苗を定植したほうが確実に栽培できる。肥料は堆肥、鶏糞、ナタネ粕などを多めに入れると、品質のよいものが収穫できるようになる。春にはわき芽がどんどん出るため、花が咲く直前のやわらかい枝葉とともに花茎を摘んで収穫する。連作障害を受けやすいほうで、輪作年限は1 - 2年とされる。
種まきは育苗箱などに筋まきして苗をつくる。筋まきは1 - 2 cm間隔で種をまき、本葉が出たら2本ずつ育苗ポットに上げる。畑は堆肥をすき込んで耕して、畝をつくり準備する。苗が本葉4 - 5枚になったら、株間30 - 40 cmで1本ずつ定植する。直まきする場合は、肥料をまいてよく耕した畑に種を筋まきしてから、害虫を防ぐためトンネル掛けをするとよく、本葉4 - 5枚のころに株間30 - 50 cmになるように間引きをする。
本葉が7 - 8枚のころ、ナタネ粕や鶏糞などで1回目の追肥を行い、株間を中耕する。寒さに強いため、冬場でもどんどん生長し、3月ごろになるとぐんと伸びてくる。主茎の薹（とう）が立ち始めたころ、2回目の追肥を行う。花が少し開きはじめるころ、花茎を25 cmほどの長さで切り取って収穫する。種をとる場合は、収穫期の終わりごろの花茎を残して花を咲かせ、開花後のさやの中に種ができるのを待つ。6月ごろに茎ごと刈り取って、さらに乾燥させ、さやから種を取り出して保存する。

## 調理法や利用
冬を越して春先に成長した花茎を、根こそぎではなく手で折り取りながら収穫する。鎌を用いる収穫は、育ちすぎて固くなった食用に不向きな花茎まで刈り取る恐れがあるため、30センチメートルくらいの長さを目安として必ず手で折り取る。収穫したての花茎は甘く、雑味がなく、柔らかいが、初めて食す際に、美味な茎の部分を捨てて葉だけを食する者もみられる。
100グラム中に鉄分を1.15ミリグラム、ビタミンAを1580IU、ビタミンCを小松菜の2倍量相当の90ミリグラム、ほかに食物繊維を豊富に含む。収穫後しおれ易いために生産地近郊のみで流通している。250グラムから300グラムの束や、ポリ袋に詰めて店頭で陳列される。茹でてもかさが減らない長所がある。かつてはおひたしや胡麻和えで食したが、油と相性が良くバター炒めやマヨネーズ和えにも向き、味噌汁の具にも合うなど調理の用途が広い。
生命力が強く、葉や花茎の部分を摘んで食べた後に次の葉や茎が伸びる。耐寒性に優れてハウス栽培の必要がなく、複数回の収穫が可能で長期間楽しめ、家庭菜園も適する。
のらぼう菜は、ハクサイやカブに比べると、5 - 10倍ほどたくさんの種子がとれる。種子をしぼって、のらぼう菜油をつくることもできる。